# Дьенбьен

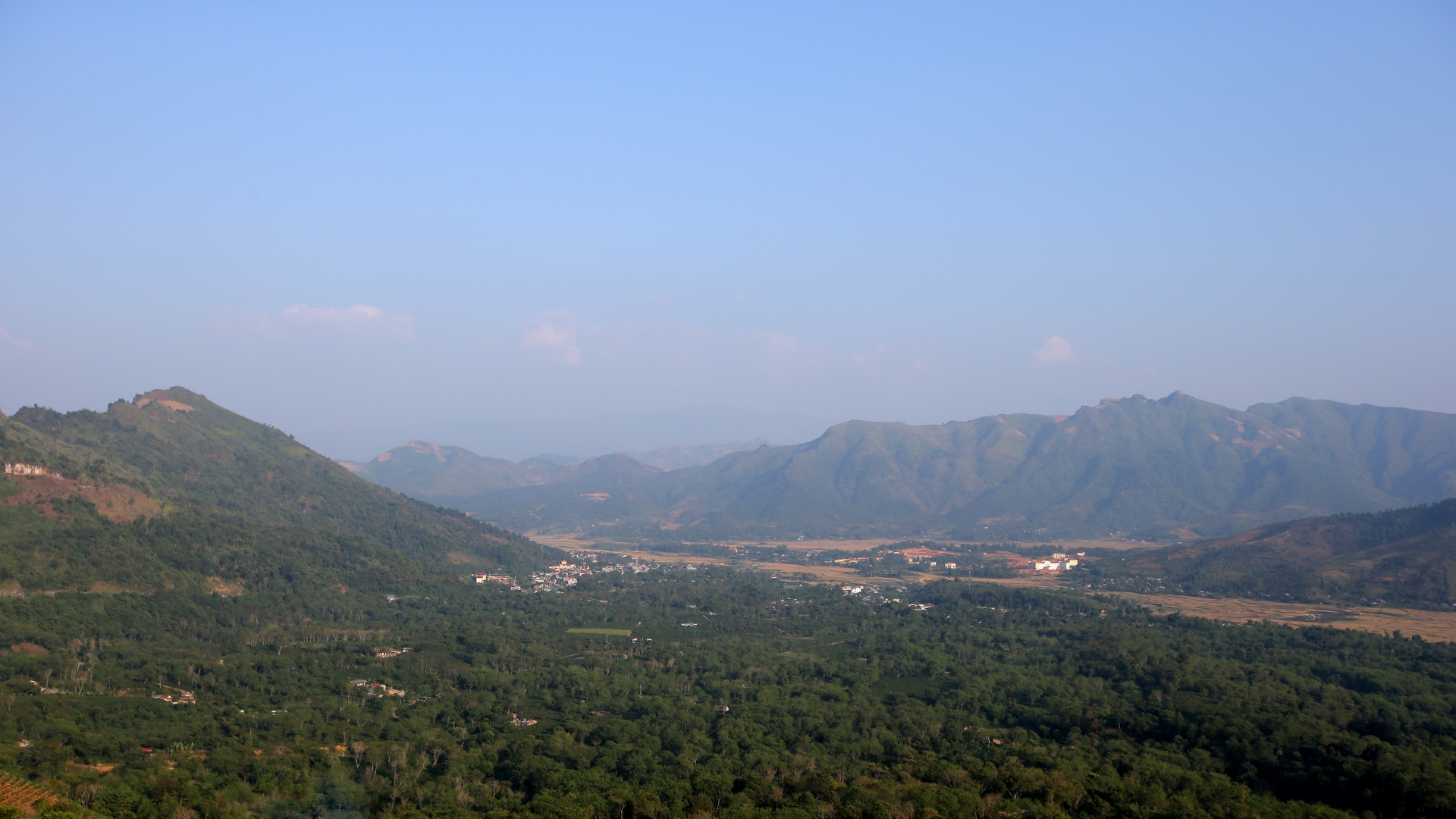
Уезд Мыонганг провинции Дьенбьен

Дьенбье́н (вьет. Điện Biên, тьы-ном 奠邊) — провинция в северо-западной части Вьетнама. Административный центр провинции — город Дьенбьенфу.

## История
Провинция образована в 2004 году в связи с отделением данной территории от провинции Лайтяу.

## География
Граничит с провинциями Лайтяу (на севере) и Шонла (на юго-востоке), Лаосом (на западе) и Китаем (на крайнем севере). Площадь составляет 9 563 км².

## Население
Население на 2009 год — 491 046 человек. Плотность населения — 51,35 чел./км². Тхай составляют более 38 % от населения провинции, мяо — 34,8 %, вьеты только  — 18,4 %.

## Административное деление
Дьенбьен подразделяется на:
- город провинциального подчинения Дьенбьенфу
- город Мыонглай

и 8 уездов:
- Дьенбьен (Điện Biên);
- Дьенбьендонг (Điện Biên Đông);
- Мыонганг (Mường Ảng);
- Мыонгтя (Mường Chà);
- Мыонгне (Mường Nhé);
- Туатюа (Tủa Chùa);
- Туанзяо (Tuần Giáo);
- Нампо (Nậm Pồ).